# Diminovula punctata
Diminovula punctata is een slakkensoort uit de familie van de Ovulidae. De wetenschappelijke naam van de soort werd voor het eerst geldig gepubliceerd in 1828 door Duclos als Ovula punctata.